# Pyropelta ryukyuensis
Pyropelta ryukyuensis is een slakkensoort uit de familie van de Pyropeltidae. De wetenschappelijke naam van de soort is voor het eerst geldig gepubliceerd in 2008 door Sasaki, Okutani & Fujikura.